# Cursa clàssica

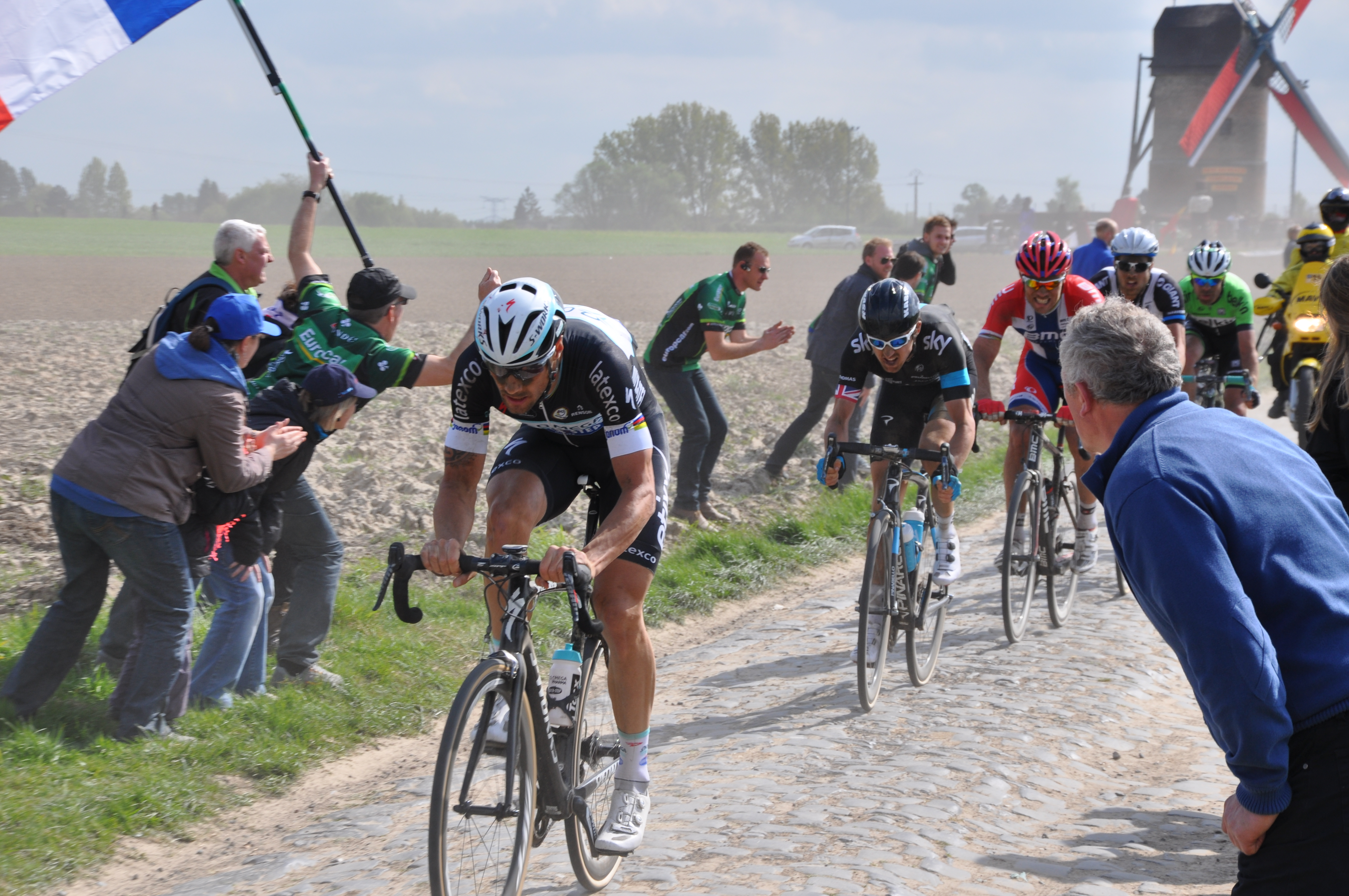
Algunes clàssiques són temudes pels ciclistes pels seus trams pavimentats amb llambordins (pavé).

Una cursa clàssica és una carrera de ciclisme en carretera d'un sol dia. La majoria d'elles es corren a l'Europa occidental (França, Bèlgica, Països Baixos i Itàlia) des del segle xix.
Diverses d'elles tenen lloc durant la primavera europea en els mesos de març i abril, per la qual cosa en termes generals se'ls sol dir Clàssiques de Primavera. No està estrictament definit quan una carrera és una "clàssica", encara que se solen seguir uns certs criteris per a determinar-ho. Alguns d'ells són la distància i la dificultat del perfil de la ruta. També es valora una llarga tradició i que els ciclistes de major renom en la història hagin guanyat la carrera. Un altre factor és l'entusiasme que hi hagi en els espectadors al llarg de la carrera i la reputació dels ciclistes que participin. A més, la carrera ha de ser similar any rere any, introduint relativament pocs canvis en el recorregut.

## Monuments
En els últims anys, el terme Monuments es refereix a les cinc clàssiques més prestigioses, la Milà-Sanremo, el Tour de Flandes, la París-Roubaix, la Lieja-Bastonya-Lieja i el Giro de Llombardia. Aquestes són les més prestigioses en el seu tipus i la longitud és superior a 240 quilòmetres (més de 6 hores de durada).
- Milà-Sanremo
- Tour de Flandes
- París-Roubaix
- Lieja-Bastonya-Lieja
- Giro de Llombardia